# Paul Narwal
Paul Narwal (* 20. Mai 1938 in Leisnig, Sachsen; † 3. März 1997 in Nea Kios, Griechenland) ist das Pseudonym von Wolf Dieter Kühne. Er war ein deutscher Schriftsteller und Journalist. Die letzten Jahre seines Lebens verbrachte er in Griechenland auf dem Peloponnes. 1997 kam er bei einem Autounfall ums Leben.

## Leben
Der Vater von Wolf Dieter Kühne, Herbert Kühne, war Mittelschullehrer in Roßwein, seine Mutter Annelise, geborene Zacharias, war Arzthelferin und nach Wolfs Geburt Hausfrau. Der Vater fiel 1943 in Russland. Die Mutter zog mit ihren inzwischen drei Kindern nach Döbeln. Hier machte Wolf 1956 am Lessing-Gymnasium das Abitur und ging anschließend auf die Filmhochschule Berlin-Babelsberg.
Er floh kurz darauf nach West-Berlin und von dort aus in die Bundesrepublik Deutschland. Dort arbeitete er als Hilfsarbeiter im Ruhrgebiet im Bergbau, in der Industrie und der Landwirtschaft.
Inzwischen war die Mutter mit den beiden Schwestern ebenfalls geflohen und lebte, neu verheiratet, in Wittlich bei Trier. Immer jedoch – bereits seit seiner Schulzeit in Döbeln – befasste er sich intensiv mit Literatur und schrieb auch selbst.
Er ging nach Wien zu einem einstigen Schulfreund und begann Theaterwissenschaften zu studieren. Doch auch dort wie in Westdeutschland wurde das DDR-Abitur nicht anerkannt. Er sollte die österreichische Matura nachmachen. Wolf kapitulierte vor dem großen Latinum und nahm einen Job als Regieassistent am Fernsehsender Saarbrücken an.
1965 arbeitete er als Regisseur. Bei der Iserlohner Volksbühne war als Dramaturg und Schauspieler beschäftigt. Zwischen 1968 und 1971 war er nach einem Volontariat bei der Westfalenpost als Journalist bei verschiedenen Tageszeitungen tätig. Lange Zeit lebte er in Norden. Um 1994 lebte er längere Zeit in Elaiochorion, Griechenland.

## Auszeichnungen
- 1989: Jahresstipendium des Landes Niedersachsen[6]
- 1992 Niedersächsisches Literaturstipendium[4]
- 1995 Arbeitsstipendium, fünfmonatiges Arbeitsstipendium des Ministeriums für Kultur, Jugend, Familie und Frauen des Landes Rheinland-Pfalz[4]

## Veröffentlichungen
- Der große Pan. Wunderlich, Tübingen 1985, ISBN 3-8052-0361-6
- Riemer. Pahl-Rugenstein, Köln 1988, ISBN 3-7609-7016-8